# Sandra Bullock
Sandra Annette Bullock (ur. 26 lipca 1964 w Arlington) – amerykańska aktorka, producentka filmowa, reżyserka, scenarzystka i filantropka.
Uznanie widzów i międzynarodową popularność zdobyła dzięki kreacji Annie Porter w filmie Speed: Niebezpieczna prędkość. Do najważniejszych ról w jej aktorskiej karierze należą także występy w filmach: Ja cię kocham, a ty śpisz, Miss Agent, Śmiertelna wyliczanka, Narzeczony mimo woli, Wszystko o Stevenie, Grawitacja, Nie otwieraj oczu i Niewybaczalne. W 2010 za kreację Leigh Anne Touhy w filmie Wielki Mike otrzymała Nagrodę Akademii Filmowej za najlepszą rolę pierwszoplanową.
W 1996 i 1999 znalazła się na liście „50 najpiękniejszych ludzi świata” według redakcji magazynu People, a w październiku 1997 zajęła 58. miejsce w zestawieniu „100 największych gwiazd kina wszech czasów redakcji” magazynu „Empire”.

## Życiorys

### Wczesne lata
Urodziła się w hrabstwie Arlington w Wirginii jako córka Helgi Bullock (z domu Helga Mathilde Meyer), niemieckiej śpiewaczki operowej i Johna W. Bullocka (ur. 1925), trenera głosu. Dorastała wraz z młodszą siostrą Gesine (ur. 6 marca 1970). Dzieciństwo spędziła w niemieckiej Norymberdze, gdzie mieszkali jej dziadkowie. Jej dziadek był wynalazcą. W Niemczech śpiewała w dziecięcym chórze Staatstheater Nürnberg. Jako dziecko studiowała balet i sztuki wokalne, występowała w małych rólkach w przedstawieniach operowych. Uczęszczała do humanistycznej szkoły waldorfskiej.
Ukończyła Washington-Lee High School, gdzie była cheerleaderką, grywała również w szkolnych przedstawieniach i grała w piłkę nożną. W 1982 rozpoczęła studia na East Carolina University w Greenville w Karolinie Północnej, gdzie w 1987 ukończyła wydział dramatu. Przeniosła się potem na Manhattan, gdzie utrzymywała się z pracy m.in. jako barmanka, kelnerka i garderobiana.

### Kariera
Po debiucie w dreszczowcu Hangmen (1987) i występie w telewizyjnym filmie NBC Bionic Showdown: The Six Million Dollar Man and the Bionic Woman (1989) dostała główną rolę w komedii Who Shot Patakango?. Następnie zadebiutowała na szklanym ekranie rolą Tess McGill w sitcomie NBC Pracująca dziewczyna (Working Girl, 1990) i telewizyjnej adaptacji powieści Jackie Collins NBC Uśmiechy losu (Lucky Chances, 1990). Za drugoplanową rolę Leniny Huxley w filmie science fiction Człowiek demolka (Demolition Man, 1993) była nominowana do Złotej Maliny.
Przełomem w jej karierze okazała się rola Annie Porter w filmie Speed: Niebezpieczna prędkość (Speed, 1994) u boku Keanu Reevesa. Za kreację Lucy Eleanor Moderatz w komedii romantycznej Ja cię kocham, a ty śpisz (While You Were Sleeping, 1995) zdobyła nominację do Złotego Globu dla najlepszej aktorki w filmie komediowym lub musicalu. Swoją pozycję gwiazdy dużego ekranu umocniła występem w thrillerze System (The Net, 1995) oraz melodramacie wojennym Miłość i wojna (In Love and War, 1996). Jednak za rolę Annie Porter w drugiej części Speed 2: Wyścig z czasem (Speed 2: Cruise Control, 1997) została nominowana do antynagrody Złotej Maliny jako najgorsza aktorka.

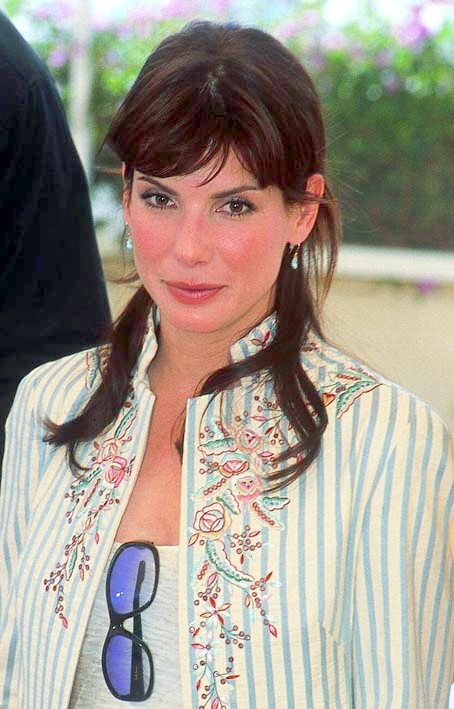
Sandra Bullock (2002)

Za główną rolę Gracie Hart w komedii Miss Agent (2000) zdobyła kolejną w karierze nominację do Złotego Globu. W dramacie 28 dni (28 days, 2000) wcieliła się w postać dziennikarki-alkoholiczki. Za udział w filmie Śmiertelna wyliczanka (Murder by Numbers, 2002) otrzymała honorarium w wysokości 15 mln dol., dzięki czemu trafiła na szóste miejsce najlepiej zarabiających kobiet w Hollywood. Następnie wystąpiła w komedii romantycznej Dwa tygodnie na miłość (Two Weeks Notice, 2002) u boku Hugh Granta oraz zagrała Jean Cabot w dramacie kryminalnym Paula Haggisa Miasto gniewu (Crash, 2004), który otrzymał Oscara dla najlepszego filmu roku.
W kolejnych latach zagrała m.in. Kate Forster w melodramacie Dom nad jeziorem (The Lake House, 2006) u boku Keanu Reevesa i amerykańską pisarkę Harper Lee Bez skrupułów (Infamous, 2006), ponadto wystąpiła w dreszczowcu Przeczucie (Premonition, 2007).

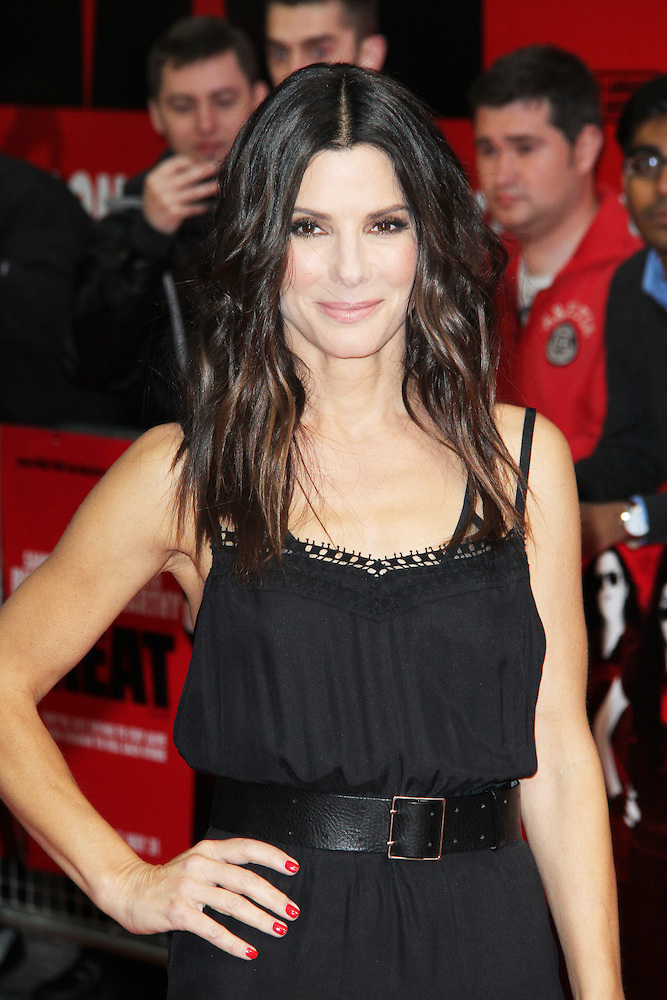
Sandra Bullock (2013)

Choć komedia Wszystko o Stevenie (All About Steve, 2009) została świetnie przyjęta przez publiczność uzyskując w sumie 33,8 mln dol., Bullock otrzymała dwie Złote Maliny: dla najgorszej aktorki i dla najgorszej ekranowej pary (wraz z Bradleyem Cooperem). Za rolę Margaret Tate w komedii romantycznej Narzeczony mimo woli (The Proposal, 2009) u boku Ryana Reynoldsa zdobyła nominację do nagrody Satelity dla najlepszej aktorki w filmie komediowym lub musicalu. Z kolei za kreację Leigh Anne Touhy w dramacie sportowym Wielki Mike (The Blind Side, 2009) odebrała statuetkę Oscara, zostając pierwszą aktorką w historii, która w jednym roku została jednocześnie nagrodzona za najlepszą i najgorszą rolę sezonu. Osobiście odbierając Złotą Malinę, zapisała się do historii jako druga aktorka (pierwszą była Halle Berry), która pojawiła się na gali rozdania antynagród. Za rolę w Wielkim Mike’u otrzymała także Złoty Glob w kategorii najlepsza aktorka w filmie komediowym lub musicalu i Gildia Aktorów Filmowych.

## Życie prywatne
W 1989 spotykała się z producentem filmowym Michaelem Mailerem. W kolejnych latach pozostawała w nieformalnych związkach z: aktorem Tate’em Donovanem (1992-1995), którego poznała podczas kręcenia komedii Eliksir miłości, zawodnikiem futbolu amerykańskiego Troyem Aikmanem (1995), aktorem Matthew McConaugheyem (1996-98), Dweezilem Zappą (1998), Guyem Forsythe’em (1999), muzykiem Bobem Schneiderem (1999–2001) oraz aktorami Hugh Grantem (2001) i Ryanem Goslingiem (2001–2003).
W 2004 podczas zakupów świątecznych poznała Jessego Jamesa, konstruktora motocykli i gospodarza programu Monster Garage, którego poślubiła 16 lipca 2005. W listopadzie 2009 małżonkowie weszli na drogę prawną przeciwko byłej drugiej żonie Jamesa Janine Lindemulder, aktorce filmów pornograficznych, o prawo do wychowywania córki Jamesa i Lindemulder; ostatecznie Bullock i James otrzymali pełnię praw rodzicielskich pięcioletniej córki Jamesa. W marcu 2010 media ujawniły zdrady Jamesa, a kilka kobiet, w tym modelka pornograficzna Michelle McGee, przyznało się do uprawiania seksu z mężczyzną w trakcie trwania jego małżeństwa z Bullock. Po ujawnieniu skandalu Bullock anulowała występy promocyjne filmu Wielki Mike w Europie, powołując się na „nieprzewidziane przyczyny osobiste”. Sprawa wywołała skandal, a 18 marca 2010 James odpowiedział na plotki o zdradzie poprzez wydanie publicznych przeprosin dla Bullock, w których mówił: Ogromna większość zarzutów ogłoszonych jest nieprawdziwa i bezpodstawna. Stwierdził też, że „poczuwa się do winy w całej tej sytuacji” oraz poprosił, by jego żona i dzieci pewnego dnia „znaleźli w swoich sercach wybaczenie”, a odnosząc się do całej sytuacji, mówił o „bólu i wstydzie”. Rzecznik Jamesa zapowiedział na 30 marca 2010 zgłoszenie się mężczyzny na odwyk, aby ten „mógł poradzić sobie z problemami osobistymi” i mógł „uratować swoje małżeństwo”. 28 kwietnia 2010 ogłoszono, że Bullock pięć dni wcześniej w Austin złożyła wniosek o rozwód. Od stycznia 2010 para starała się o adopcję czarnoskórego chłopca urodzonego w Nowym Orleanie; ostatecznie Bullock sama adoptowała dziecko – syn otrzymał nazwisko Bardo Louis Bullock – i wychowała je jako samotny rodzic.
Spotykała się z aktorem Ryanem Reynoldsem (2011), aktorem Chrisem Evansem (2014) i komikiem Michaelem McDonaldem (2015). Od 2015 była w nieformalnym związku z fotografem Bryanem Randallem, który zmarł 5 sierpnia 2023, po blisko trzyletniej walce ze stwardnieniem zanikowym bocznym.

## Filmografia

### Filmy fabularne
- 1987: Hangmen jako Lisa Edwards
- 1989: Bionic Showdown: The Six Million Dollar Man and the Bionic Woman jako Kate Mason
- 1989: Who Shot Patakango? jako Devlin Moran
- 1989: The Preppie Murder jako Stacy
- 1989: Pogoń za milionami (Religion, Inc.) jako Debby Cosgrove
- 1992: Eliksir miłości (Love Potion No. 9) jako Diane Farrow
- 1993: Kiedy kończy się zabawa (When the Party's Over) jako Amanda
- 1993: Zaginiona bez śladu (The Vanishing) jako Diane Shaver
- 1993: Zapasy z Ernestem Hemingwayem (Wrestling Ernest Hemingway) jako Elaine
- 1993: W pogoni za sukcesem (The Thing Called Love) jako Linda Lue Linden
- 1993: Amazonka w ogniu (Fire on the Amazon) jako Alyssa Rothman
- 1993: Człowiek demolka (Demolition Man) jako Lenina Huxley
- 1994: Potyczki z mafią (Who Do I Gotta Kill?) jako Lori
- 1994: Speed: Niebezpieczna prędkość (Speed) jako Annie Porter
- 1995: System (The Net) jako Angela Bennett / Ruth Marx
- 1995: Ja cię kocham, a ty śpisz (While You Were Sleeping) jako Lucy Eleanor Moderatz
- 1996: Skradzione serca (Two If by Sea) jako Roz
- 1996: Miłość i wojna (In Love and War) jako Agnes von Kurowsky
- 1996: Czas zabijania (A Time to Kill) jako Ellen Roark
- 1997: Speed 2: Wyścig z czasem (Speed 2: Cruise Control) jako Annie Porter
- 1998: Ulotna nadzieja (Hope Floats) jako Birdee Pruitt
- 1998: Totalna magia (Practical Magic) jako Sally Owens
- 1998: Robienie kanapek (Making Sandwiches) jako Melba Club
- 1998: Książę Egiptu (The Prince of Egypt) jako Miriam (głos)
- 1999: Podróż przedślubna (Forces of Nature) jako Sarah
- 2000: Charlie Cykor (Gun Shy) jako Judy Tipp
- 2000: Miss Agent (Miss Congeniality) jako Gracie Hart / Gracie Lou Freebush
- 2000: 28 dni (28 days) jako Gwen Cummings
- 2002: Dwa tygodnie na miłość (Two Weeks Notice) jako Lucy Kelson
- 2002: Śmiertelna wyliczanka (Murder by Numbers) jako Cassie Mayweather
- 2002: Boskie sekrety siostrzanego stowarzyszenia Ya-Ya (Divine Secrets of the Ya-Ya Sisterhood) jako Siddalee Walker
- 2004: Miasto gniewu (Crash) jako Jean Cabot
- 2005: Ukochany synek (Loverboy) jako pani Harker
- 2005: Miss Agent 2: Uzbrojona i urocza (Miss Congeniality 2: Armed and Fabulous) jako Gracie Hart
- 2006: Dom nad jeziorem (The Lake House) jako Kate Forster
- 2006: Bez skrupułów (Infamous) jako Harper Lee
- 2007: Przeczucie (Premonition) jako Linda Hanson
- 2009: Wielki Mike (The Blind Side) jako Leigh Anne Touhy
- 2009: Narzeczony mimo woli (The Proposal) jako Margaret Tate
- 2009: Wszystko o Stevenie (All About Steve) jako Mary Horowitz
- 2011: Strasznie głośno, niesamowicie blisko (Extremely Loud and Incredibly Close) jako Linda Schell
- 2013: Grawitacja (Gravity) jako dr Ryan Stone
- 2013: Gorący towar (The Heat) jako Sarah Ashburn
- 2015: Kryzys to nasz pomysł (Our Brand Is Crisis) jako Jane Bodine
- 2015: Minionki jako Scarlet O’Haracz (głos)
- 2018: Ocean’s 8 jako Debbie Ocean
- 2018: Nie otwieraj oczu jako Malorie
- 2021: Niewybaczalne (The Unforgivable) jako Ruth Slater
- 2022: Zaginione miasto (The Lost City) jako Loretta Sage
- 2022: Bullet Train jako Maria

### Seriale TV
- 1989: Starting from Scratch jako Barbara Webster
- 1990: Pracująca dziewczyna (Working Girl) jako Tess McGill
- 1990: Jackie Collins – Uśmiechy losu (Lucky/Chances) jako Maria Santangelo
- 2002–2004: George Lopez jako Amy

### Produkcja
- 1996: Our Father
- 1998: Ulotna nadzieja (Hope Floats, producent wykonawczy)
- 1999: Trespasses
- 2000: Miss Agent (Miss Congeniality)
- 2000: Charlie Cykor (Gun Shy)
- 2002: Śmiertelna wyliczanka (Murder by Numbers, producent wykonawczy)
- 2002: Dwa tygodnie na miłość (Two Weeks Notice)
- 2002–2004: George Lopez (producent wykonawczy)
- 2004: Sudbury (producent wykonawczy)
- 2005: Miss Agent 2: Uzbrojona i urocza (Miss Congeniality 2: Armed and Fabulous)
- 2009: Narzeczony mimo woli (The Proposal)
- 2009: Wszystko o Stevenie (All About Steve)
- 2022: Zaginione miasto (The Lost City)

### Scenariusz i reżyseria
- 1998: Robienie kanapek (Making Sandwiches)

## Nagrody i nominacje

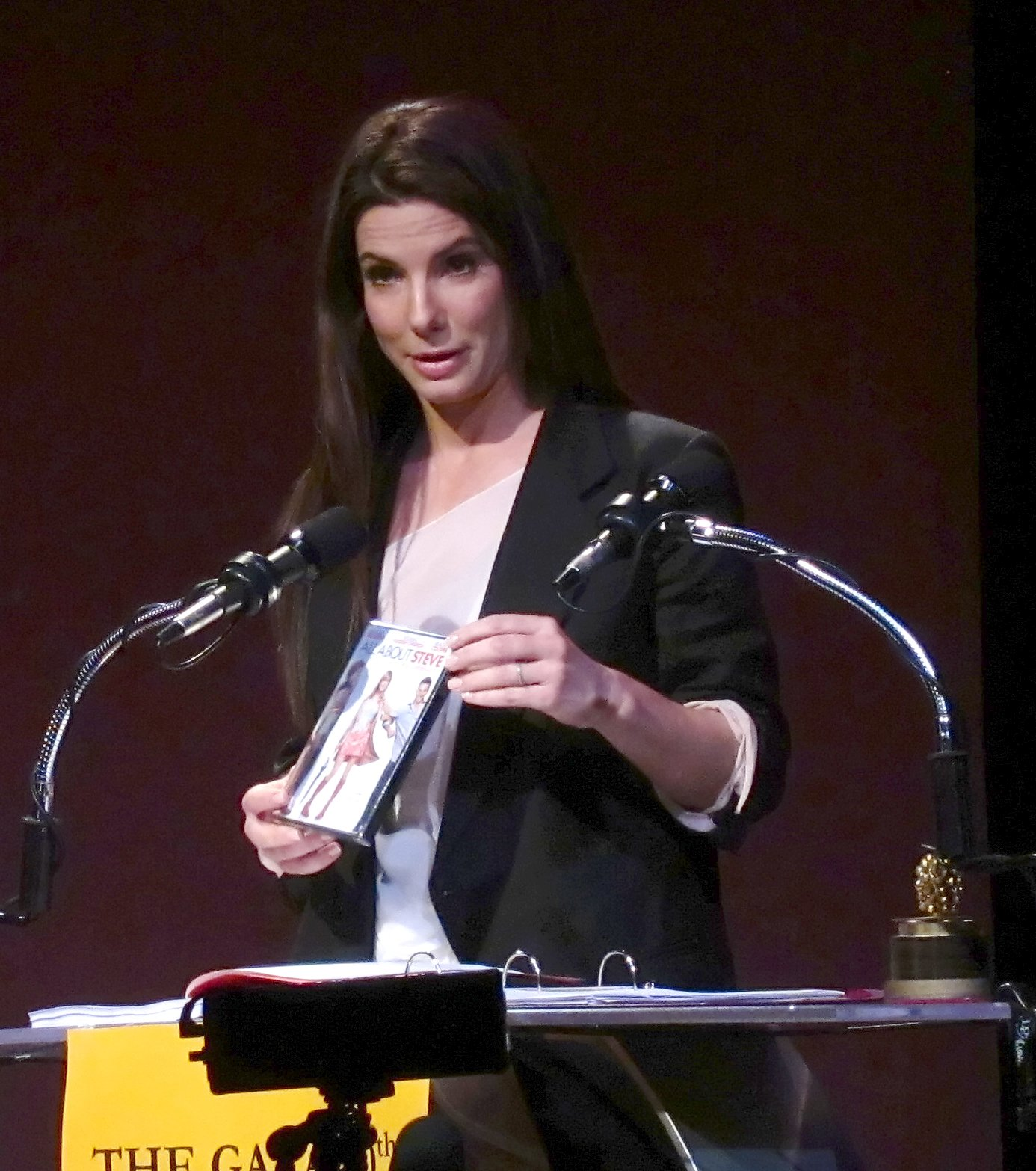
Sandra Bullock ze Złotą Maliną za rolę w Wszystko o Stevenie

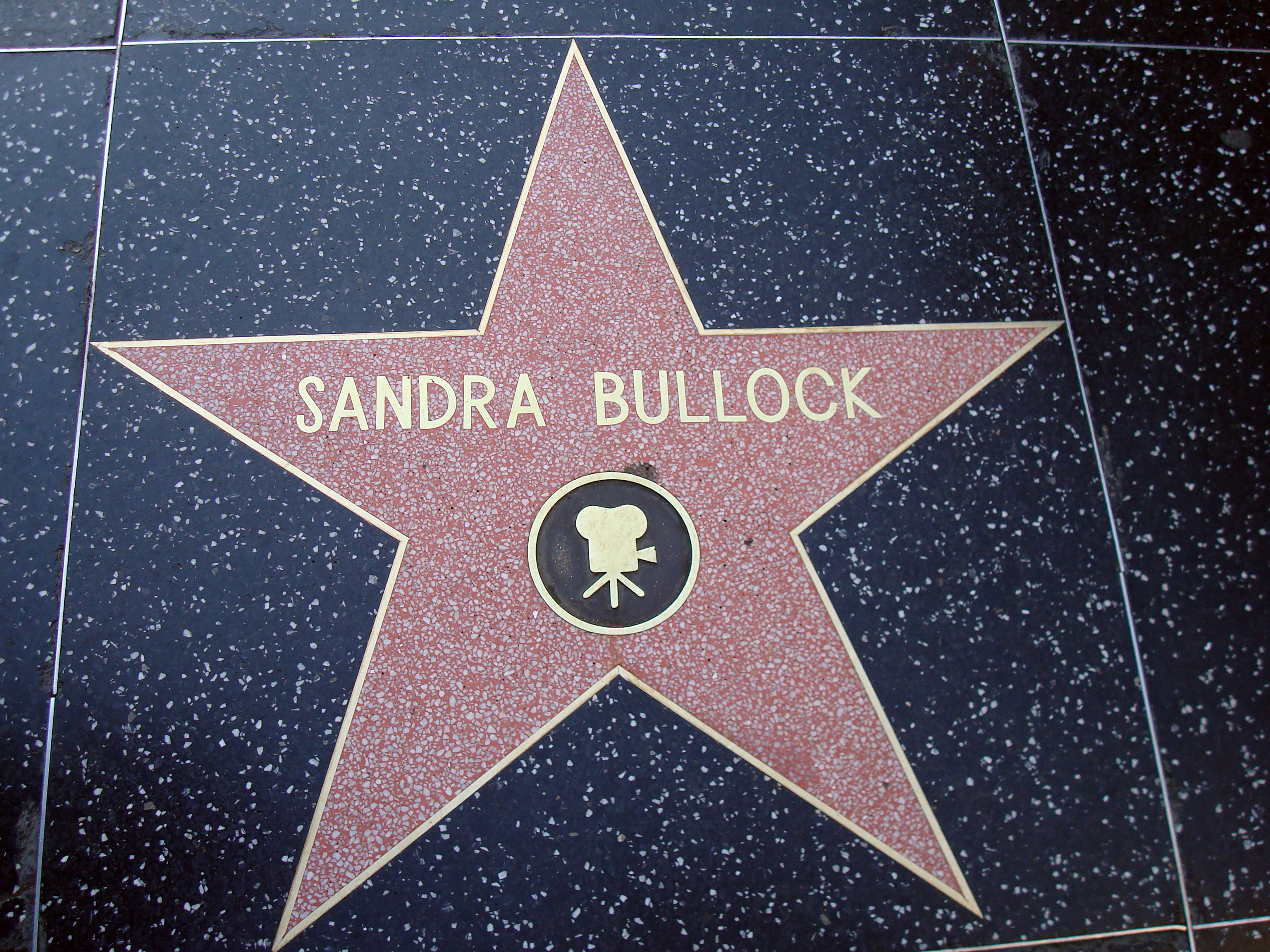
Gwiazda Sandry Bullock w Hollywood Walk of Fame znajdująca się przy 6801 Hollywood Boulevard. Odsłonięcie Gwiazdy nastąpiło 24 marca 2005.

- 1994: Człowiek demolka (nominacja) – Złota Malina w kategorii najgorsza aktorka drugoplanowa
- 1995: Speed: Niebezpieczna prędkość – MTV Movie Award w kategorii najlepszy duet aktorski
- 1995: Speed: Niebezpieczna prędkość – Saturn w kategorii najlepsza aktorka
- 1995: Speed: Niebezpieczna prędkość – MTV Movie Award w kategorii najlepsza aktorka
- 1996: System (nominacja) – MTV Movie Award w kategorii najbardziej obiecująca aktorka
- 1996: Ja cię kocham, a ty śpisz (nominacja) – MTV Movie Award w kategorii najbardziej obiecująca aktorka
- 1996: Ja cię kocham, a ty śpisz (nominacja) – MTV Movie Award w kategorii najlepsza rola kobieca
- 1996: Ja cię kocham, a ty śpisz (nominacja) – Złoty Glob w kategorii najlepsza aktorka w filmie komediowym lub musicalu
- 1997: Czas zabijania (nominacja) – MTV Movie Awards w kategorii najlepsza rola kobieca
- 1998: Speed 2: Wyścig z czasem (nominacja) – Złota Malina w kategorii najgorszy duet aktorski
- 1998: Speed 2: Wyścig z czasem (nominacja) – Złota Malina w kategorii najgorsza aktorka
- 2001: Miss Agent (nominacja) – Złoty Glob w kategorii najlepsza aktorka w filmie komediowym lub musicalu
- 2001: Miss Agent (nominacja) – Satelita w kategorii najlepsza aktorka w filmie komediowym lub musicalu
- 2006: Miasto gniewu – Nagroda Gildii Aktorów Ekranowych w kategorii najlepsza obsada filmowa
- 2009: Narzeczony mimo woli (nominacja) – Satelita w kategorii najlepsza aktorka w filmie komediowym lub musicalu
- 2010: Narzeczony mimo woli (nominacja) – Złoty Glob w kategorii najlepsza aktorka w filmie komediowym lub musicalu
- 2010: Wielki Mike. The Blind Side – Złoty Glob w kategorii najlepsza aktorka w filmie dramatycznym
- 2010: Wielki Mike. The Blind Side – Nagroda Gildii Aktorów Ekranowych w kategorii najlepsza aktorka pierwszoplanowa
- 2010: Wszystko o Stevenie – Złota Malina w kategorii najgorsza ekranowa para (wraz z Bradleyem Cooperem)
- 2010: Wszystko o Stevenie – Złota Malina w kategorii najgorsza aktorka
- 2010: Wielki Mike. The Blind Side – Oscar w kategorii najlepsza aktorka pierwszoplanowa
- 2010: Narzeczony mimo woli (nominacja) 2010 MTV Movie Awards w kategorii Najlepszy pocałunek
- 2010: Nagroda Guys Choice dla artysty roku
- 2010: Nagroda Generation Award na 2010 MTV Movie Awards